# Revólver Colombo-Ricci
O Colombo-Ricci era um revólver automático de origem italiana, projetado em 1910. A arma foi arrumada na rodada Ordinária Italiana de 10.35 mm.[carece de fontes?]

## Visão geral
O Colombo-Ricci é um revólver operado em blowback que dispara em semi-auto, alimentado a partir de um cilindro de 6 cilindros redondos que gira para a próxima rodada quando disparado ejetando o latão gasto como uma arma de fogo automática.